# جینی دانکل
جینی دانکل (به انگلیسی: Ginny Duenkel) (زادهٔ ۷ مارس ۱۹۴۷) شناگر اهل ایالات متحده آمریکا است.